# Largeasse
Largeasse é uma comuna francesa na região administrativa da Nova Aquitânia, no departamento de Deux-Sèvres. Estende-se por uma área de 30,35 km². Em 2010 a comuna tinha 750 habitantes (densidade: 24,7 hab./km²).